# Табын (казахский род)
Табы́н — казахский род, являющийся одним из семи подразделений объединения жетыру в составе Младшего жуза. Проживают в Актюбинской, Западно-Казахстанской, и Кызылординской областях.

## Родовой состав
Подроды:
- агым-косеули (каз. ағым-көсеулі)
- бозым-шомешты  (каз. бозым-шөмішті)
- тогым-таракты (каз. тоғым-тарақты)

Родовые подразделения: окшы (каз. oқшы), нурке (каз. нүрке), ачибек (каз. әшібек), мурат (каз. мұрат), бурги (каз. бұрғы) кадырбек (каз. қадірбек), карамунке (каз. қарамөңке), сармантак (каз. сармантақ), жылкышы (каз. жылқышы), кожамберды (каз. қожамберді), (каз. лабақ), каражон (каз. қаражөн) коныр (каз. қоңыр), токал (каз. тоқал), абыз, таушан, туатай, данда, дауылтай, жиембет, айдар, теке, асан, сарай, күтет, ажым.

## Тамга и уран
- Уран: «Тостаган», «Серке»
- Тамга:  шомиш,  тарак,  косеу

## Этническая история
История этнонима рода «табын» до конца не определена. По мнению одних, «табын» имеет значения служить, поклоняться, а по мнению других — от монгольского слова «таван» (пять). Числительные часто используются в тюрко-монгольской этнонимике;
Предком табынов, согласно шежире, является Майкы-бий.

### Табыны и монголы
Табыны включаются исследователями в число родоплеменных групп, связанных в прошлом с монголами. Этническая связь табынов с монголами, как отметил Н. В. Бикбулатов, прослеживается по целому ряду различных источников. Ряд исследователей поддерживает монгольскую теорию происхождения табынов и отождествляет их с монгольскими тавнангутами и бурятскими табангутами. 
По одной из версий, табыны являются потомками монголоязычных татабов. При описании характеристики татабов, сопоставляемых с табынцами, встречается сакральное число «пять»: «ставку та-табов (хи) окружало 500 вооружённых человек, войско разделено было на пять частей». Как отмечает  А. С. Сальманов, только монгольское происхождение табынцев, восходящее к их предкам — татабам, подобно тому, как восходят башкирские катайцы к киданям, может объяснять этническую близость табынцев и катайцев. Как известно, татабы и кидани были близки по быту и культуре и говорили на диалектах монгольского языка.

## Территория расселения
Табыны проживают двумя группами: первые по берегам реки Илек и его притоков в Западно-Казахстанской и Актюбинской областях Казахстана, а также в южных районах Оренбургской области России, а вторая – по берегам Сырдарьи, на территории Кызылординской области Казахстана. Численность по данным 1898-1910 гг. — около 103 тыс. человек в Актюбинской (36,7 тыс.) и Уральской (26,9 тыс.) уездах; Перовский и другие уезды — до 39,4 тыс.. Табыны также проживают в Республике Каракалпакстан.
Говорят на западном, и на южном диалектах казахского языка.

## Антропология
Представители южносибирской расы (ск. диа. — 146,5 мм, рост бороды — 2.0 бал., эпикантус у 19 % мужчин, длина тела —165,6 см).
Анализ ДНК Y-хромосомы
У казахских табынов выявлены гаплогруппы С3 и J2a1. Один род в составе казахских табынов, а именно косеули-табын оказались генетическими родственниками башкирских табынов с доминированием гаплогруппы R1a1a, а среди подродов шомишти и таракты рода казахских табын доминирует C3. Принадлежность башкирских табынов к гаплогруппе R1a, а казахских табынов к гаплогруппам С3 и J2a1 — подтвердил разноэтнический состав средневековых уйсунов (предков табынцев). Часть уйсунских родов такие как каратабын были R1a, другие рода — сарытабын и сарыуйсуны были из J2 и С3. Схожее деление на чёрные (кара) и жёлтые рода (сара) — было и у древних тюргешей.

## Представители
1. Букенбай Карабатырулы
2. Барак Сатыбалдыулы
3. Жоламан Тленшиулы
4. Сапура Матенкызы
5. Бухарбай Естекбайулы
6. Калжан Ахун Болекай-улы
7. Толеген Айбергенов
8. Алия Нурмухамбетовна Молдагулова
9. Капан Уралович Бадыров
10. Смагул Абатович Елубаев
11. Болатбек Бимендеевич Баймуханов
12. Ералы Лукпанович Тугжанов
13. Дания Мадиевна Еспаева
14. Нурлан Аскарович Ногаев
15. Батырхан Камалович Шукенов
16. Адильбек Сабитович Ниязымбетов
17. Сабина Абаевна Алтынбекова
18. Бибисара Асаубаева